# Panas Ljubčenko
Panas Petrovyč Ljubčenko (in ucraino Панас Петрович Любченко?, in russo Пана́с Петро́вич Лю́бченко?, Panas Petrovič Ljubčenko; Kaharlyk, 14 gennaio 1897 – Mosca, 30 agosto 1937) è stato un politico sovietico, Primo ministro dell'Ucraina tra il 1934 e il 1937.

## Biografia
Nato in una famiglia contadina nell'Oblast' di Kiev, si diplomò all'Accademia militare. Si iscrisse al partito comunista; schieratosi dalla parte dei bolscevichi, fece poi parte della Central'na Rada.
Dal 1934 al 1937 fu Presidente del Consiglio dei Commissari del Popolo (equivalente all'attuale primo ministro) della Repubblica Socialista Sovietica Ucraina. Durante il suo governo fu promotore di una politica filorussa.
Nel 1937 venne accusato di tradimento e di essere vicino ai nazionalisti ucraini; non reggendo alle accuse, uccise la moglie e si suicidò.